# Ursul Bernard
Ursul Bernard (numit și Backkom în Asia, Hangul: 빼꼼 = Ppaekkom) este un serial de animație centrat în jurul ursului polar fictiv cu același nume. Fiecare episod de 3 minute se concentrează pe curiozitatea lui Bernard și are multe momente de umor slapstick. El nu vorbește niciodată, scoțând câteodata sunete inteligibile. De obicei el rămâne inconștient la sfârșitul episoadelor. Este produs de compania Coreeană RG Animation Studios, iar stilul animației este o combinație între CG și animație tradițională. Bernard a fost nominalizat pentru mai multe premii, incluzând Cel mai bun serial de animație la Festivalul de animație de la Stuttgart (2006), Mipcom Jr. Licensing Challenge Award (2004), Premiul pentru Copii și Edicație la Dong-A International Festival of Cartoon & Animation (2004) și a fost finalist al Annecy International Animation Festival (2003). În România a fost difuzat pe canalele Cartoon Network, Minimax și Megamax.

## Personaje
- ursul Bernard
- pinguinii Lloyd și Eva
- șopârla Zack
- câinele chihuahua Goliath
- copilul Tyler
- Moș Crăciun
- câinele Pilot
- porcul spinos Pokey

## Episoade

### Sezonul 1
1 — The Gym

2 — Golf

3 — Ice Climbing

4 — The Swing

5 — Security Guard

6 — Vending Machine

7 — Diving Board

8 — Watching TV

9 — Hitchhiking

10 — Sky Diving

11 — At the Theme Park

12 — A Day in the Country

13 — Learning to Fly

14 — Close Encounters

15 — The Intruder

16 — Basketball

17 — The Cart

18 — Bowling

19 — Taekwondo

20 — Scuba Diving

21 — Doors

22 — At The Museum

23 — Street Racing

24 — The Desert Island

25 — Baseball

26 — The Car

### Sezonul 2
27 — The Flower

28 — The Medallion

29 — The Moth

30 — Bullfighter

31 — At the North Pole

32 — The Package

33 — Sleepwalker

34 — The Pizza

35 — The Unicycle

36 — The Motorboat
37 — The Prisoner

38 — The Supermarket

39 — The Mosquito

40 — Oasis

41 — The Treasure

42 — The Window Cleaner

43 — Marathon

44 — The Fumigator

45 — The Fumigator 2

46 — Close Encounters 2

47 — The Little Dog

48 — A Lucky Day

49 — The Storm

50 — The Robot

51 — The Vacuum Cleaner

52 — A Day in the Country 2